# Alice Mizzau
Alice Mizzau (* 18. März 1993 in Udine) ist eine italienische Schwimmerin aus Friaul-Julisch Venezien. Früher lebte sie in Beano di Codroipo in Friaul-Julisch Venezien. Zurzeit lebt und trainiert sie in San Marino unter der Leitung von ihrem Trainer Max di Mito. Seit Dezember 2011 gehört sie dem Verein Fiamme Gialle an.

## Erfolge
Mizzau ist auf Freistil spezialisiert. Bei den Junioren-Europameisterschaften im Schwimmen 2009 gewann Alice Mizzau in der Staffel 4 × 100 m Freistil Silber. Bei den Italienmeisterschaften gewann sie mehrere Medaillen: einmal Gold, viermal Silber und zweimal Bronze in der Staffel und im Einzellauf. Die junge Athletin konnte bei den Europameisterschaften in Debrecen im Jahr 2012 drei Medaillen erringen: Gold in der Staffel 4 × 200 m Freistil, Silber in 4 × 100 m Lagen und Bronze in der Staffel 4 × 100 m Freistil. Im Einzellauf erreichte sie den vierten Platz und verfehlte so nur knapp die Podiumsplätze.
Sie qualifizierte sich für die Olympischen Spiele in London 2012, wo sie in der Staffel 4 × 100 m Freistil und in der Staffel 4 × 200 m Freistil antrat. Dort stellte sie den italienischen Rekord in der Staffel 4 × 100 m mit Federica Pellegrini, Laura Letrari und Erika Ferraioli mit einer Zeit von 3:39,74 min auf, damit belegten sie den 12. Platz.

## Beste Ergebnisse
- Olympische Spiele London 2012:

7. Platz 4 × 200 Freistil; 12. Platz 4 × 100 Freistil
- WM Kurzbahn (25 m) Istanbul 2012:

6. Platz 4 × 200 Freistil; 18. Platz 200 m Freistil; 28. Platz 100 m Freistil
- Europameisterschaften Langbahn (50 m) Debrecen 2012:

1. Platz 4 × 200 Freistil; 2. Platz 4 × 100 Lagen (italienischer Rekord); 3. Platz 4 × 100 Freistil (italienischer Rekord); 4. Platz 100 m Freistil; 4. Platz 200 m Freistil
- Junioren-Europameisterschaften 2009:

2. Platz 4 × 100 Freistil; 4. Platz 200 m Freistil
- Latin Cup 2010 Mar Del Plata:

1. Platz 4 × 200 Freistil
- Italienmeisterschaften:
  - 2010 Riccione 2. Platz 200 m Freistil
  - 2011 Riccione 1. Platz 100 m Freistil; 1. Platz 200 m Freistil
- Italienmeisterschaften Frühjahr:
  - 2012 Riccione 2. Platz 100 m Freistil; 2. Platz 200 m Freistil; 2. Platz 4 × 200 Freistil
  - 2013 Riccione 1. Platz 100 m Freistil; 2. Platz 200 m Freistil
- Italienmeisterschaften Winter:
  - 2011 Riccione 3. Platz 100 m Freistil
  - 2012 Riccione 1. Platz 100 m Freistil; 1. Platz 200 m Freistil